# Юрасов Хутор
Юра́сов Ху́тор — село в Севском районе Брянской области, в 2 км к востоку от города Севска.

## Население
В 1779 году в селе проживало 46 душ мужского пола — однодворцев.
В 1782 году, ко времени проведения 4 ревизии, в селе проживало 97 душ мужского пола и 90 душ женского пола — однодворцев,
4 д.м.п. — 2 д.ж.п. малороссиян,
3 д.м.п. — 1 д.ж.п. дворовых крестьян и за женой надворного советника Александра Федоровича Никифорова Еленой Федоровной числилось 12 д.м.п. — 3 д.ж.п..
Крестьяне, числившиеся за Е. Ф. Никифоровой по 4 ревизии, были переведены (когда неизвестно) из г. Севска её умершим мужем, а прежде были записаны по г. Севску за его отцом — архивариусом Фёдором Никифоровым.
В 1795 году, по материалам 5 ревизии, население Юрасова Хутора составляло 186 д.м.п. 161 д.ж.п. однодворцев и 6 д.м.п. 3 д.ж.п. малороссиян

## История
С 1623 года землёй, сенными покосами и лесными угодьями, на которой позднее возник Юрасов Хутор, владели казаки (позднее переведенные в однодворцы).
... действительно поселение своё имеют на произведенной во 131 (1623) году 125-ти человекам казакам не в одно а в трех, местах ... и при генеральном земель размежевании те хутора менаду собою без всякого спора развелись ... полюбовно...
В издании «Севский уезд во второй половине XVIII века» (А. Иванин, А. Дубровский) о селении Юрасов Хутор отмечено:

село, владение однодворцев казацкого звания, казак Иван Русинов и его товарищи, «оставя в Севску свои дворовые места, поселились … в своих дачах в урочище Юрасовой мельницы за рекою Севью» (1712 г.), так возник Юраcoв хутор, ставший селом в 1731 году.

В мае 1779 г. было проведено генеральное межевание, по которому во владение однодворцев отошло пашни 501 дес. 1 486 саж., сенного покоса 57 дес. 25 саж., дровяного леса 949 дес. 2 043 саж., под болотами с мелким кустарничком 313 дес. 1 498 саж., под поселением, огородами, гуменниками и конопляниками. 27 дес. 1 860 саж., под поселением у церковнослужителей 3 дес., под церковью и кладбищем 900 саж., под проселочными дорогами 10 дес. 900 саж., под полуреками, протоками и истоками 9 дес. 450 саж. Всего 1 872 дес. 1 962 саж. удобной и неудобной земли.
К 1779 году была построена церковь Рождества Пресвятой Богородицы.
В 1930-е годы, по воспоминаниям местных старожилов, церковь была разобрана, а на её фундаменте был выстроен клуб. По другим данным, клуб некоторое время функционировал в здании церкви.
В 2008 году юрасовский клуб закрыт, в 2009 году разобран на кирпичи. Юрасовскую начальную школу закрыли в 2008 году.
В 2011-м году проложена гравийная дорога от главной дороги до магазина.

## Знаменитые уроженцы
- Марков, Пётр Андреевич — Герой Советского Союза (1945 г.), командир партизанского отряда.
- Королёв, Иосиф Дмитриевич — Герой Советского Союза (1945 г.), командир 1348-го стрелкового полка 399-й стрелковой Новозыбковской ордена Суворова 3-й степени дивизии 48-й армии 1-го Белорусского фронта, майор.
- Иванов, Дмитрий Трофимович — Герой Советского Союза (1944 г.), командир 306-го отдельного истребительно-противотанкового дивизиона 247-й стрелковой дивизии 69-й армии 1-го Белорусского фронта, капитан.
- Огурцов, Дмитрий Уварович — член подпольной организации Молодая гвардия.